# Trabrenngründe
Die Trabrenngründe sind eine Großwohnsiedlung am Rennbahnweg 27 im 22. Wiener Gemeindebezirk Donaustadt. Die von 1973 bis 1977 errichtete, umgangssprachlich häufig Siedlung Rennbahnweg oder nur Rennbahnweg genannte Anlage ist einer der größten Gemeindebauten Wiens.

## Geschichte

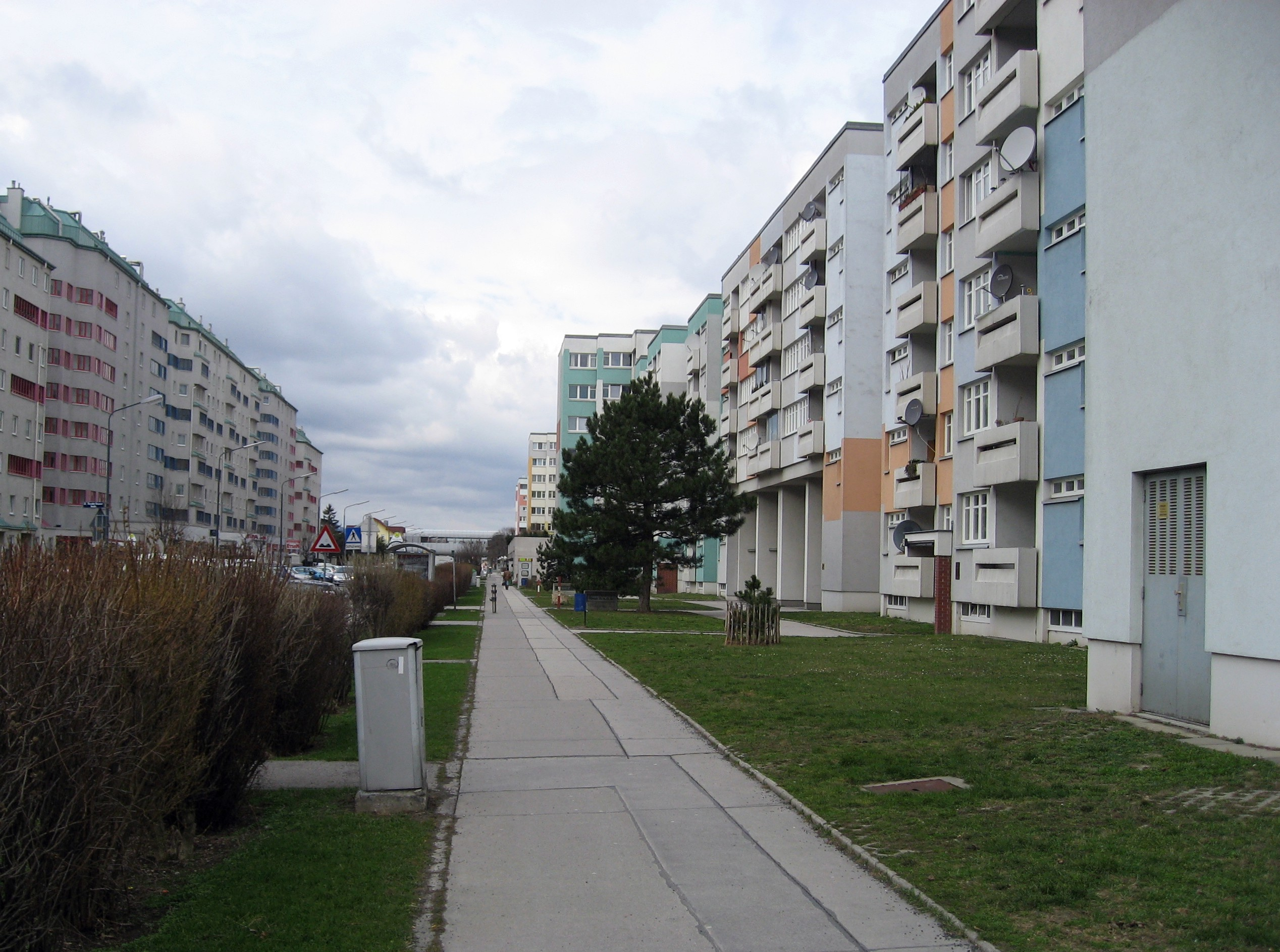
Der Rennbahnweg ist nach einer ehemaligen Pferderennbahn benannt

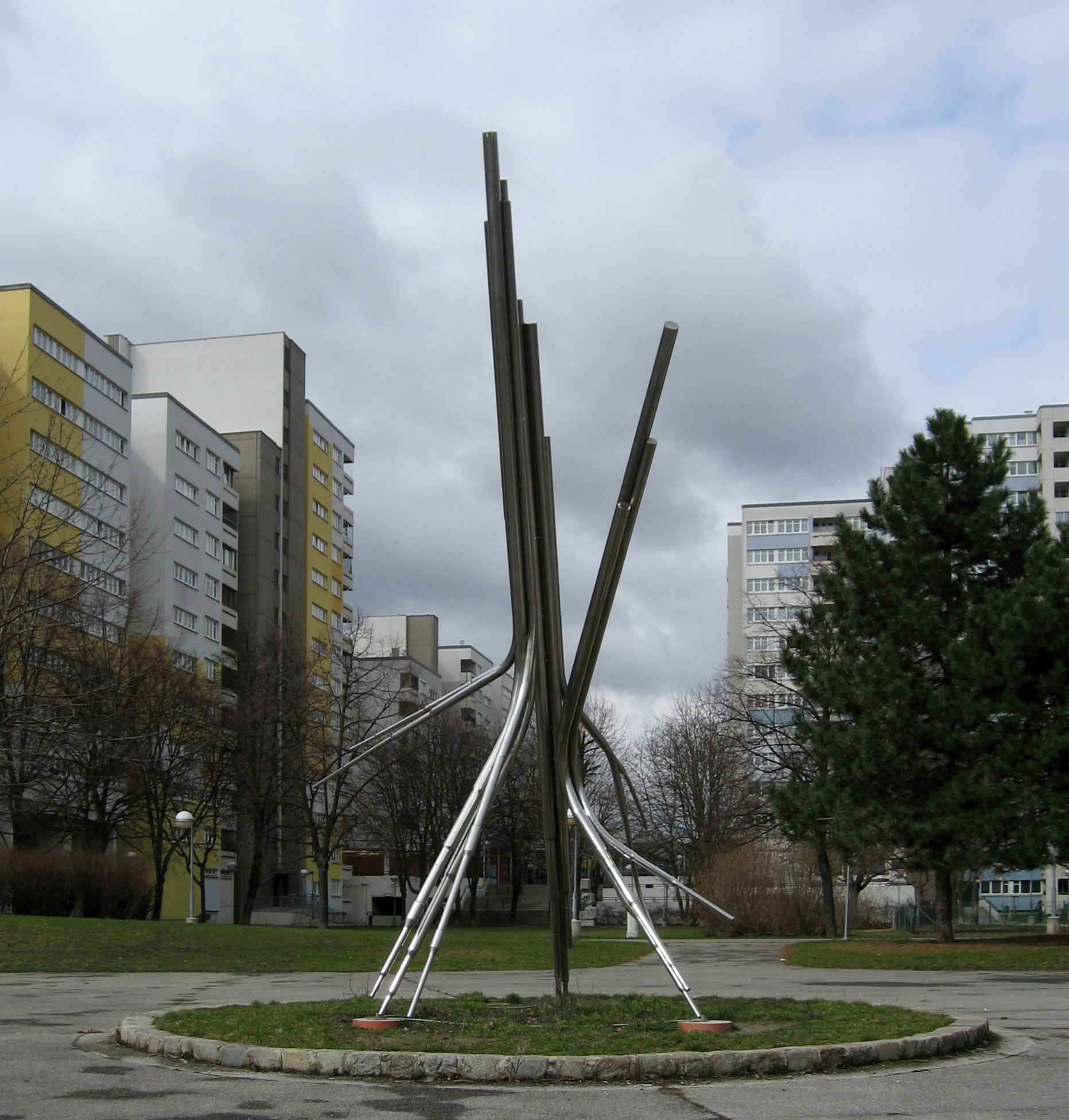
Metallskulptur von Josef Schagerl junior

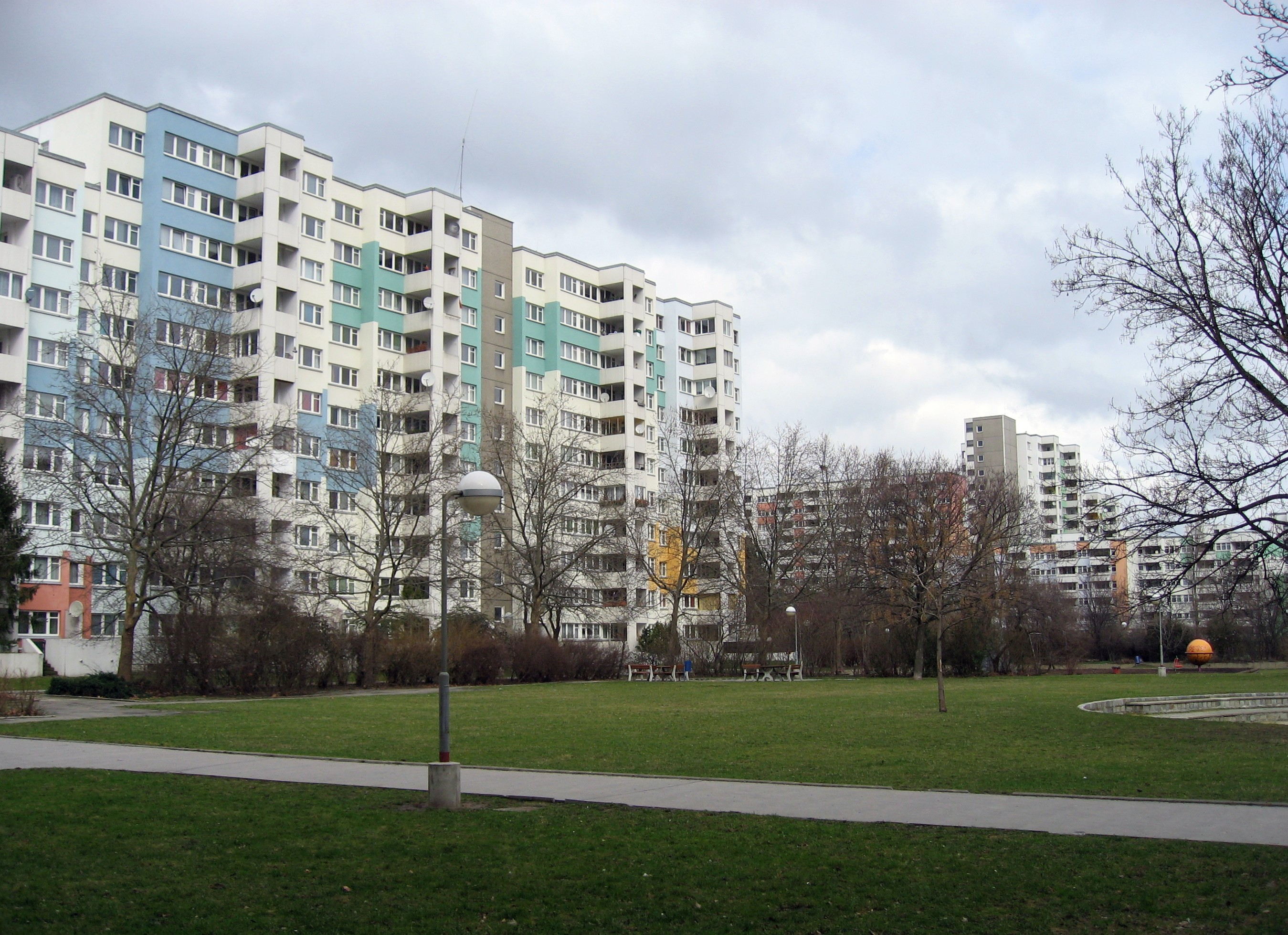
Innenhof

Das Areal der heutigen Wohnanlage Trabrenngründe wurde ab 1894 vom Wiener Trabrenn-Verein genutzt. Von 1895 bis 1897 wurde nach Entwürfen der Planungsgemeinschaft Brüder Drexler (Josef Drexler, 1850–1922; Anton Drexler, 1858–1940) ein Pferdegestüt mit Wasserturm baulich ausgeführt. Neben der Trainieranstalt für Traberpferde wurde eine 1.200 Meter lange Rennbahn angelegt. Die Längserstreckung der Anlage betrug 730 Meter, vom Rennbahnweg nordöstlich bis etwas über die heutige Maculangasse hinausreichend. Das Gestüt Kagran zielte auf die Hebung der Pferdezucht in Österreich, die Trainingsrennbahn diente auch als Aushilfsrennbahn für jene auf der Trabrennbahn Krieau. 1928 wurde der von der nahegelegenen Wagramer Straße zur Rennbahn führende Weg offiziell in Rennbahnweg benannt. Als sich die Stadterweiterung Wiens auch jenseits der Donau stärker zu entwickeln begann, kaufte die Stadt Wien 1963 die so genannten Trabrenngründe für 28 Millionen Schilling (etwas mehr als 2 Millionen Euro) vom Trabrenn-Verein.
1973 wurde mit den Bauarbeiten an der städtischen Wohnanlage nach Entwürfen der Architekten Fritz Gerhard Mayr, Manfred Schuster und anderen begonnen. Die Anlage wurde sozusagen auf der grünen Wiese in Schwerbetonplattenbauweise errichtet. Bereits 1974 konnten die ersten Wohnungen den Mietern übergeben werden, 1977 wurde die Anlage fertiggestellt. Zum damaligen Zeitpunkt gab es rund 10.000 Bewohner.
Da in der näheren Umgebung so gut wie keine städtische Infrastruktur vorhanden war, rund um die Wohnanlage befanden sich vor allem Äcker und Wiesen, wurde ein Jugendzentrum und ein eigenes Einkaufszentrum Rennbahnweg (heute: Rennbahnpassage, Rennbahncenter) errichtet, das neben einem Lebensmittelgeschäft unter anderem über eine Trafik und eine Boutique verfügte. Am 11. September 1977 wurde nach rund einjähriger Bauzeit die Pfarrkirche St. Christoph am Rennbahnweg eingeweiht. Die nach Entwürfen der Ateliergemeinschaft IGIRIEN errichtete Kirche befindet sich in unmittelbarer Nähe zu den Trabrenngründen auf der anderen Straßenseite des Rennbahnwegs.
Da in den ersten Jahren der Besiedlung der Anlage eine verhältnismäßig hohe Kriminalitätsrate festgestellt wurde und der Großteil der am zuständigen Wachzimmer Kagraner Platz einlangenden Anzeigen den Rennbahnweg betraf, traten im November 1977 24 Polizisten im neuen Wachzimmer am Rennbahnweg ihren Dienst an. Im Herbst 2008 übersiedelte die Polizeiinspektion in die nahegelegene Puchgasse nördlich der Anlage.
Um von der Siedlung Rennbahnweg mit öffentlichen Verkehrsmitteln in das Wiener Stadtzentrum zu gelangen, bedurfte es ursprünglich einer längeren Fahrt mit der Straßenbahn. Dies verbesserte sich deutlich, als 1982 die U-Bahn-Linie U1 bis zur Station Kagran (damals: Zentrum Kagran) verlängert wurde. 2006 wurde die U1 schließlich bis Leopoldau verlängert, die im Zuge dieser Verlängerung eröffnete Station Rennbahnweg liegt direkt an der Wohnanlage.
1992 wurde von der Gemeinde Wien die Generalsanierung der Wohnanlage beschlossen, die sich über mehr als ein Jahrzehnt erstreckte und rund 44,8 Millionen Euro kostete. Es wurden unter anderem 25.000 Fenster ausgetauscht, die ursprünglich einheitlich grauen Fassaden bunt gestaltet und die Anlage an die Fernwärme angeschlossen. Eine in Zusammenhang mit der Sanierung eingerichtete Mieterbetreuungsstelle stand nun auch für Fragen und Beschwerden abseits der Bauarbeiten zur Verfügung. Auch die Gründung der monatlich erscheinenden Mieterzeitung Der Rennbahnweg sollte dem über die Jahre durch Medienberichte entstandenen eher schlechten Image der Anlage entgegenwirken und den Bewohnern positive Impulse zur Identifikation mit ihrer direkten Lebensumgebung liefern.
Eine Anfang der 2000er Jahre durchgeführte Studie Mein Zuhause Rennbahnweg 27, die sich als „Lebensweltanalyse“ mit der Situation und Zufriedenheit der Bewohner befasste, hatte unter anderem zum Ergebnis, dass die Sicherheit in der Wohnanlage positiv beurteilt wurde und die Mehrheit der Befragten eine starke Verbundenheit zu ihr empfindet und zur Nachbarschaftshilfe bereit ist.
Die Trabrenngründe bestehen aus 59 Stiegenhäusern mit über 2.400 Wohnungen. Die Gesamtfläche inklusive der Grünanlagen beträgt etwa 195.000 m². Die Wohnanlage wird vom Rennbahnweg, dem Hugo-Wiener-Weg, der Lieblgasse und der parallel zur Wagramer Straße verlaufenden Austerlitzgasse umschlossen. Die Anzahl der Bewohner ist über die Jahrzehnte von rund 10.000 zur Zeit der Fertigstellung auf aktuell etwa 7.000 gesunken, was auf den Trend zu Singlehaushalten und Familien mit wenigen oder keinen Kindern zurückgeführt werden kann.
Der offizielle Name der Wohnanlage lautet Trabrenngründe, dennoch sind auch andere Namen wie Rennbahngründe oder Trabrenngründe-Hof in Verwendung. Zu den gängigsten Namen zählen aufgrund der Adresse der Anlage vor allem im allgemeinen Sprachgebrauch Bezeichnungen wie Siedlung Rennbahnweg oder Rennbahnsiedlung, auch die bloße Ortsangabe „am Rennbahnweg“ wurde zum Synonym für den Gemeindebau.

## Architektur und Gestaltung

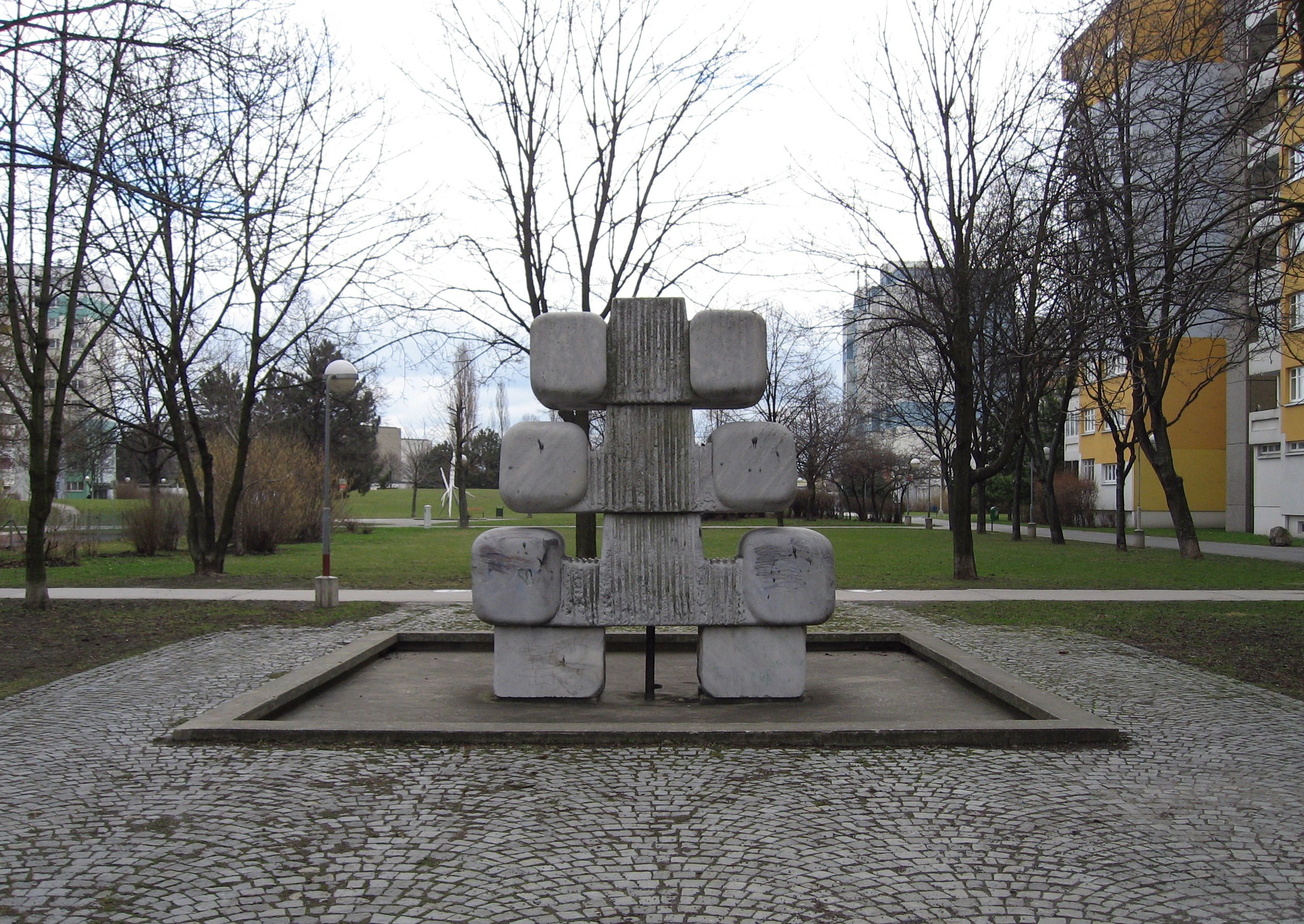
Brunnenskulptur von Hans Muhr

Die zusammenhängende, im Bereich der Austerlitzgasse durch das Einkaufszentrum verbundene Wohnanlage ist um sieben große Innen- bzw. Außenhöfe gruppiert. Die Anzahl der Stockwerke variiert in aufgelockerter Anordnung zwischen 7 und 15. In Kombination mit Bauteilen unterschiedlicher Fassadentiefe ergibt dies eine abwechslungsreiche Silhouette.
In den Höfen findet man einige Beispiele für Kunst am Bau, etwa den 1978 von Hans Muhr geschaffenen Brunnen Vegetative Skulptur, die bemalte Betonplastik Farbkomposition von Roland Goeschl (1976), die Metallskulptur Dynamik I von Karl Anton Wolf und die Chromnickelstahl-Skulptur Heliakos ST 82 (1977) von Josef Schagerl junior, die sich erst seit 2008 am jetzigen Standort befindet, als sie der U-Bahn-Trasse weichen musste. Auf einer Grünfläche im Außenhof am Hugo-Wiener-Weg steht ein in den 1980er Jahren entstandener Bildstock, das Christophorus-Marterl.

## Infrastruktur
Heute befinden sich in der Wohnanlage sowie in deren Nähe zahlreiche infrastrukturelle Einrichtungen. Dazu zählen mehrere Schulen, Kindergärten, Spielplätze sowie Sportplätze und -vereine. Das Einkaufszentrum Rennbahnpassage verfügt unter anderem über zwei Supermärkte, eine Apotheke, eine Trafik, einen Friseur und mehrere gastronomische Betriebe.
Der Anschluss an das öffentliche Verkehrsnetz wird vor allem durch die Station Rennbahnweg gewährleistet, die von der U-Bahn-Linie U1, zwei Buslinien und einem Nachtbus angefahren wird. An den die Wohnanlage umgebenden Straßenzügen befinden sich weitere Busstationen.

## Kulturelles und Mediales

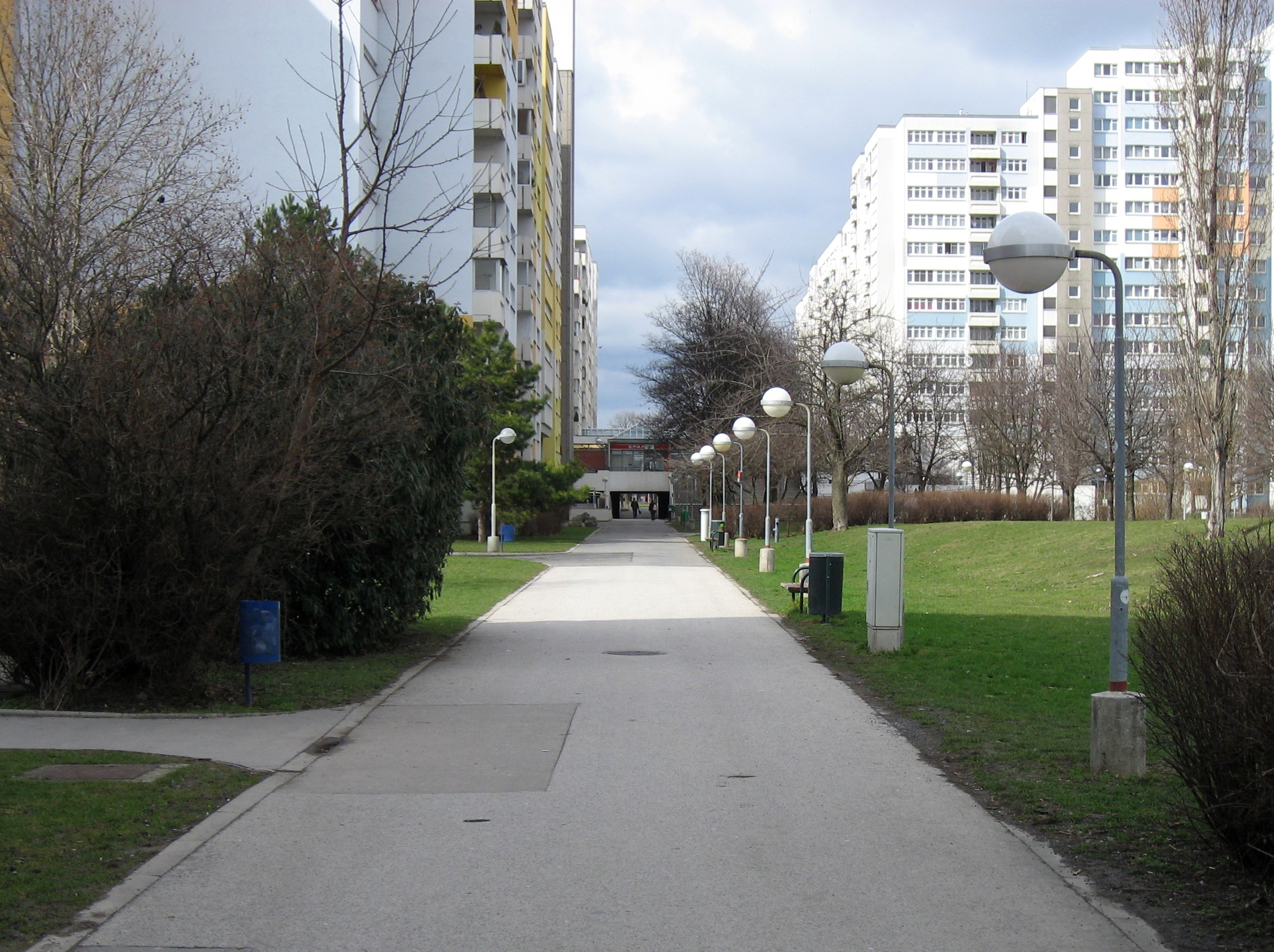
Die Falcogasse durchquert die Trabrenngründe

In den 1980er Jahren rankten sich in Wien einige moderne Sagen um die Trabrenngründe. Unter anderem soll ein Mieter auf dem Balkon ein Pferd gehalten haben und eine Pensionistin soll im Gang beinahe von einem Moped angefahren worden sein, woraufhin sie aufgrund ihrer unglaubwürdig erscheinenden Aussagen der Psychiatrie übergeben worden sei. Die Pferdehaltung in der Wohnung gab es tatsächlich, ebenso den Mopedfahrer, der im Gang einen Nachbarn anfuhr und verletzte, was bei der zuständigen Polizeiinspektion zur erstmaligen Aufnahme eines Verkehrsunfalls innerhalb eines Wohnhauses führte.
Der 1996 entstandene Dokumentarfilm Der Traum der bleibt von Leopold Lummerstorfer hat die Siedlung Rennbahnweg zum Thema und Schauplatz. Es werden die Lebensumstände von zwanzig Bewohnern der Wohnanlage skizziert. Die Dreharbeiten fanden während der Fensteraustausch-Arbeiten im Zuge der Generalsanierung statt, was auch in der Handlung des Films thematisiert wurde. Im Sommer 1995 hat das Filmteam vorübergehend selbst eine Wohnung in der Anlage bezogen und als Stützpunkt vor Ort benutzt.
Die durch ihre Entführung im Jahr 1998 bekannt gewordene Natascha Kampusch wohnte während ihrer Kindheit in der Rennbahnsiedlung, wovon sie in ihrer Autobiografie berichtet.
2008 wurde ein die Anlage durchquerender, etwa 250 Meter langer Gehweg in Falcogasse benannt, da der Popstar Falco einst mit seiner Mutter hier gelebt hat. Die feierliche Enthüllung des Straßenschildes erfolgte im Juni 2009.
Die ab März 2009 im ORF ausgestrahlte TV-Serie Die Lottosieger handelt von einer am Rennbahnweg lebenden Familie, die durch einen Lottogewinn zu plötzlichem Reichtum kommt. Viele der Außenaufnahmen wurden in der Wohnanlage gedreht.